# Sphaeromyxa incurvata
Sphaeromyxa incurvata is een microscopische parasiet uit de familie Sphaeromyxidae. Sphaeromyxa incurvata werd in 1898 beschreven door Doflein. 